# Deutscher Modellfliegerverband
Der Sportverband Deutscher Modellflieger Verband e. V. (DMFV) ist die größte, auf Modellflug spezialisierte Interessenvertretung in Deutschland mit über 100.000 Mitgliedern in rund 1.350 Mitgliedsvereinen. Er wurde am 3. November 1972 durch Eintragung in das Vereinsregister des Amtsgerichts Bad Vilbel gegründet. Sein Ziel ist die Wahrung, Pflege und Weiterentwicklung des Modellflugsports, insbesondere durch die Förderung und Unterstützung der Vereins- und Jugendarbeit.

## Rechtliche Grundlage
Gemäß § 4a der „Verordnung zur Beauftragung von Luftsportverbänden“ (BeauftrV) ist der DMFV gleichberechtigt mit dem DAeC mit der Wahrnehmung der folgenden öffentlichen Aufgaben im Zusammenhang mit der Benutzung des Luftraums durch Flugmodelle gem. § 1 Abs. 1 Nr. 8 der „Luftverkehrs-Zulassungs-Ordnung“ (LuftVZO) betraut:
1. Erteilung der Musterzulassung von Flugmodellen mit einer höchstzulässigen Startmasse von mehr als 25 Kilogramm und bis zu 150 Kilogramm
2. Erteilung der Erlaubnisse für Steuerer dieser Flugmodelle
3. Erteilung der Erlaubnisse für die Ausbildung für Steuerer dieser Flugmodelle
4. Erhebung von Kosten nach der Kostenverordnung der Luftfahrtverwaltung in der jeweils gültigen Fassung.

Gemäß § 21g der „Luftverkehrs-Ordnung“ (LuftVO) ist der DMFV e. V. berechtigt, den Kenntnisnachweis nach § 21f (LuftVO) für Piloten von Flugmodellen und privat genutzten Multicoptern auszustellen.
Ein weiteres wichtiges Merkmal des Vereins ist seine Funktion als Versicherungsträger im Modellsport in Zusammenarbeit mit dem deutschen Industrieversicherer HDI Global SE.

## Struktur
Die Mitglieder des fünfköpfigen Präsidiums werden auf der Jahreshauptversammlung gewählt. Ihm gehören außer Präsident, Vize-Präsident und Schatzmeister die Vorsitzenden des Sportbeirates und des Mitgliederbeirates an. 21 Sportreferenten vertreten die im DMFV vertretenen Modellklassen von Elektroflug, Motorflug und Segelflug bis hin zu Slowflyer oder Modellhubschrauber. Insgesamt 36 Mitgliederbeauftrage (Stand: Juni 2025) sind Bindeglied zwischen dem DMFV-Präsidium und den jeweils von ihnen vertretenen Mitgliedern und Vereinen. Sie unterstützen bei rechtlichen und organisatorischen Fragen, wie z. B. bei der Organisation von Flugtagen und der Ausrichtung von Wettbewerben. Zu den weiteren Gremien gehört die eigenständige Jugendorganisation JUMP! Junge Modellpiloten, die für die jugendlichen Mitglieder unter anderem Freizeiten, Meisterschaften und Seminare betreut und der Jugend im Verband eine eigene Stimme verleiht. In der Geschäftsstelle in Bonn kümmern sich neun Mitarbeiter um die Belange der Mitglieder. Der Verbandsjustiziar bietet kostenlose Beratung in rechtlichen Fragen. Die DMFV Service GmbH ermöglicht im Auftrag des DMFV e. V. den wirtschaftlichen Geschäftsbetrieb.
Der Verband ist Mitglied der European Model Flying Union.

## Leistungen
Außer dem umfassenden Versicherungsschutz und der Betreuung durch Geschäftsstelle und Verbandsjustiziariat erhalten die Mitglieder zwölf Mal im Jahr das Verbandsmagazin Modellflieger; vier Print- und weitere acht Digitalausgaben. Der DMFV vertritt die Interessen der Modellflieger in Deutschland gegenüber Politik und Behörden.

## Jugend-Medienwettbewerb Überflieger
Von April bis Oktober 2008 richtete der DMFV erstmals einen bundesweiten Jugend-Medienwettbewerb unter dem Titel „Überflieger“ aus. Ziel war, Jugendliche zwischen 7 und 25 Jahren in ihrem journalistischen Engagement zu unterstützen und gleichzeitig über die Möglichkeiten des Modellflugsports zu informieren. Zu der Jury des „Überflieger“ gehörten unter anderem Tennisprofi Michael Stich, Schauspieler Jan Sosniok und Medienunternehmer Thomas Aigner.

## Tag des Modellflugs
Im Jahr 2019 hat der Deutsche Modellflieger Verband den Tag des Modellflugs ausgerufen. Dieser wurde erstmals auf den 9. Juni 2019 datiert und findet seitdem jährlich an einem Sonntag Anfang Juni statt.

## Selbstverständnis
Der DMFV versteht sich sowohl auf nationaler als auch auf internationaler Ebene als Lobbyorganisation für Modellflieger. Solch ein Einfluss wird von den Mitgliedern insofern als positiv angesehen als dass er gegen kommerzielle Interessen und politisch geforderte Restriktionen einen Gegenpol bildet.